# Eugène Flageyplein

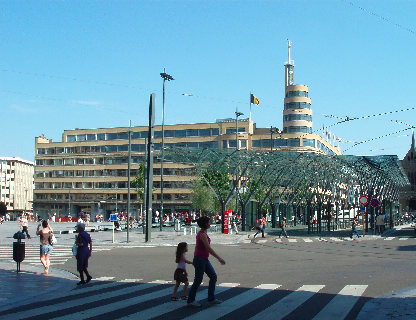
Het plein met het Flageygebouw op de achtergrond

Het Eugène Flageyplein (Frans: Place Eugène Flagey), vaak afgekort tot Flageyplein (Frans: Place Flagey), is een groot plein en het historische hart van de Brusselse gemeente Elsene.
Het is genoemd naar de Brusselse advocaat, burgemeester en volksvertegenwoordiger Eugène Flagey. De naam van het plein werd en wordt ook soms gebruikt als aanduiding van het aldaar tussen 1934 en 1939 aan de zuidzijde van het plein opgetrokken omroepgebouw van het Nationaal Instituut voor de Radio-omroep.
Het plein grenst aan de overgebleven vijvers van Elsene, en werd aangelegd op een in 1860 gedempt vijverbekken van de voornoemde vijvers. Het Eugène Flageyplein is een knooppunt van heel wat Brusselse verkeersassen en eveneens een knooppunt van het Brussels openbaar vervoer. Onder meer de Vleurgatsteenweg, de Lesbroussartstraat, de Elsenesteenweg, de Malibranstraat, de Brouwerijstraat, de Boondaalsesteenweg en de Gulden Sporenlaan monden uit op het plein.
De omgeving van het plein kende al in de 13e eeuw bewoning. Het gehucht Neder-Elsene dat hier ontstond hield veel langer stand tegen de verfransing en de urbanisatiegolf waar Opper-Elsene veel vroeger reeds mee geconfronteerd werd.
Naast het omroepgebouw aan de zuidzijde bevindt zich aan de noordzijde ook een historische site. De allereerste supermarkt met volledige zelfbediening van België, een Delhaize, opende hier op 18 december 1957 zijn deuren en is tot heden ook hier gevestigd.
Onder het plein werd bij een renovatie die liep van 2002 tot 2008 een groot overstromingswachtbekken en een ondergrondse parkeergarage met 186 plaatsen aangelegd. Het bekken is een noodzaak gegeven de ligging in het dal van de Maalbeek en de hoge grondwaterspiegel in de omgeving. De parking leed in 2008 nog aan constructiefouten en waterinsijpelingsproblemen maar ging 15 november 2010 uiteindelijk open.